# Kosuke Kikuchi
Kosuke Kikuchi (菊地 光将, Kikuchi Kosuke) est un footballeur japonais né le 16 décembre 1985. Il évolue au poste de défenseur central au  Omiya Ardija.

## Biographie
Kosuke Kikuchi commence sa carrière professionnelle au Kawasaki Frontale. En 2012, il rejoint les rangs de l'Omiya Ardija.

## Palmarès
- Vice-Champion du Japon en 2008 et 2009 avec le Kawasaki Frontale
- Finaliste de la Coupe de la Ligue japonaise en 2009 avec le Kawasaki Frontale